# Emtricitabină/tenofovir
Emtricitabină/tenofovir, comercializat sub numele de marcă Truvada, printre altele, este o combinație de doze fixe de medicamente antiretrovirale utilizate pentru a trata și preveni HIV/SIDA. Combinația conține medicamentele antiretrovirale emtricitabină și tenofovir disoproxil. Pentru tratament, medicamentul trebuie să fie utilizat în asociere cu alte medicamente antiretrovirale. Pentru prevenirea înainte de expunere, în cazul celor care prezintă risc ridicat, este recomandat împreună cu practici sexuale mai sigure. Medicamentul nu vindecă infecția cu HIV/SIDA. Emtricitabină/tenofovir este administrat oral.
Efecte secundare frecvente sunt dureri de cap, oboseală, probleme cu somnul, dureri abdominale, pierdere în greutate și erupții cutanate. Printre reacțiile adverse grave se numără nivel ridicat de lactat în sânge și mărirea ficatului. Utilizarea acestui medicament în timpul sarcinii nu pare a afecta copilul, dar efectul nu a fost bine studiat.
Emtricitabină/tenofovir a fost aprobat pentru uz medical în Statele Unite în 2004. Se află pe Lista Medicamentelor Esențiale ale Organizației Mondiale a Sănătății. În Statele Unite, emtricitabină/tenofovir a fost sub brevet până în 2020, dar este acum disponibil ca generic la nivel mondial.

## Utilizări medicale
Emtricitabină/tenofovir este utilizat atât pentru a trata, cât și a preveni HIV/SIDA. Este administrat oral sub formă de tabletă. National Institutes of Health (NIH) din SUA recomandă terapia antiretrovirală (TAR) pentru toate persoanele cu HIV/SIDA.

### Prevenirea HIV
Centrele pentru Controlul și Prevenirea Bolilor (CDC) recomandă utilizarea de emtricitabină/tenofovir ca profilaxie pre-expunere (PrEP) pentru persoanele neinfectate și negative la HIV-1, care prezintă risc pentru infecția cu HIV-1. O analiză Cochrane a constatat că atât tenofovir, cât și combinația tenofovir/emtricitabină scad riscul de a contracta HIV cu 51%. A fost aprobat ca PrEP împotriva infecției cu HIV în Statele Unite în 2012.
CDC recomandă PrEP pentru următoarele grupuri cu risc crescut:
- Persoane într-o relație sexuală cu un partener HIV-pozitiv
- Bărbați homosexuali sau bisexuali care fie au făcut sex anal fără prezervativ sau care au fost diagnosticați cu o boală cu transmitere sexuală în ultimele șase luni
- Persoane heterosexuale (bărbați sau femei) care nu folosesc în mod regulat prezervativul în timpul contactelor sexuale cu parteneri al căror status HIV este necunoscut
- Persoane care și-au injectat droguri în ultimele șase luni împărțind echipamentul de injectare
- Parteneri heterosexuali și homosexuali sero-discordanți, în care unul din parteneri este HIV-pozitiv și celălalt HIV-negativ

Utilizarea de emtricitabină/tenofovir ca strategie de reducere implică discuții cu un profesionist în sănătate, care poate ajuta pacientul să înțeleagă beneficiile și riscurile. Pacienții sunt sfătuiți să discute orice istoric de probleme osoase, probleme de rinichi, de infecție cu hepatita B cu astfel de profesioniști.
Persoanele care încep să ia emtricitabină/tenofovir beneficiază de o reducere a HIV până la 72 de ore după începere, dar medicamentul trebuie să fie administrat pentru treizeci de zile după un eveniment sexual cu risc mare pentru a asigura niveluri reduse ale transmiterii HIV. Eficacitatea PrEP pentru prevenirea infecției se bazează pe capacitatea unui individ de a lua medicamentul în mod constant.
Truvada ca Prep nu ar trebui să fie utilizat pentru persoanele care sunt pozitive la HIV-1.

### Tratamentul HIV
Emtricitabină/tenofovir a fost aprobat în Statele Unite ale Americii ca parte a terapiei antiretrovirale combinate pentru tratamentul HIV-1. Terapia combinată este sugerată ca una dintre opțiunile pentru adulții care nu au primit anterior tratament pentru infecția cu HIV.

### Hepatita B
Emtricitabina și tenofovirul sunt indicate pentru tratamentul hepatitei B, având avantajul că acestea pot viza și HIV pentru cei care au co-infecție. Emtricitabină/tenofovir poate fi, de asemenea, luat în considerare pentru unele infecții cu virusul hepatitei B rezistent la antiretrovirale.

### Sarcină și alăptare
În Statele Unite, se recomandă ca toate femeile gravide infectate cu HIV să înceapă terapia antiretrovirală (TAR) cât mai devreme în timpul sarcinii posibil pentru a reduce riscul de transmitere. În general, TAR nu crește riscul de malformații congenitale, cu excepția dolutegravir, care nu este recomandat în primul trimestru de sarcină doar din cauza riscului potențial de defecte de tub neural.
Emtricitabină/tenofovir este secretat în laptele matern. În țările dezvoltate, mamele infectate cu HIV sunt, în general, sfătuite să nu alăpteze din cauza riscului de transmitere a infecției HIV de la mamă la copil. În țările în curs de dezvoltare, acolo unde evitarea alăptării nu este o opțiune, Organizația Mondială a Sănătății recomandă un regim de trei medicamente: tenofovir, efavirenz, și lamivudină sau emtricitabină.

## Efecte secundare
Emtricitabină/tenofovir este în general bine tolerat. Unele dintre efectele sale secundare includ:
- Rare: acidoză lactică, disfuncție hepatică, agravarea infecției cu hepatita B
- Frecvente: dureri de cap, dureri abdominale, scădere în greutate, greață, diaree și scăderea densității osoase

Redistribuirea și acumularea de țesut adipos (lipodistrofie) a fost observată la persoanele care primesc tratament antiretroviral, precum reduceri în grăsimea facială, a membrelor și feselor și creșteri în grăsimea viscerală de pe abdomen și acumulări în partea superioară a spatelui. Atunci când este folosit ca profilaxie pre-expunere (PrEP) acest efect poate lipsi. Cu toate acestea, au fost observate modificări în greutate asociate cu medicamentul.

## Interacțiuni medicamentoase
| Interacțiunile medicament-medicament | Interacțiunile medicament-medicament | Administrarea concomitentă |
| ------------------------------------ | --- | --- |
| Tenofovir                            | Didanozină | - Poate crește concentrația didanozinei și riscul de toxicitate cauzată de didanozină (de exemplu, pancreatită, neuropatie). - Întreruperea didanozinei dacă pacientul dezvoltă efecte adverse asociate didanozinei. - Pentru pacienții care cântăresc mai mult de 60 de kg, doza de didanozină ar trebui să fie redusă la 250 mg; nu există date disponibile pentru a recomanda ajustări ale dozei la pacienții care cântăresc mai puțin de 60 kg. |
| Tenofovir                            | Atazanavir | - Poate scădea concentrația de atazanavir și crește concentrația de tenofovir. - Atazanavir ar trebui să fie luat împreună cu emtricitabină/tenofovir cu ritonavir. - Monitorizare pentru toxicitate din cauza tenofovir. |
| Tenofovir                            | Lopinavir/ritonavir, atazanavir administrat concomitent cu ritonavir și darunavir administrat concomitent cu ritonavir                                     | - Poate crește concentrația de tenofovir. |
| Tenofovir                            | Ledipasvir/sofosbuvir | - Poate crește concentrația de tenofovir. - Trebuie considerate alternative al terapiei antiretrovirale sau antivirale pentru hepatita C. - Monitorizare pentru toxicitate din cauza tenofovir. |
| Emtricitabină/tenofovir              | Glicoproteina P și inhibitori ai transportorilor proteinei de rezistență la cancer de sân (BCRP)                                                           | - Poate crește absorbția de emtricitabină/tenofovir. |
| Emtricitabină/tenofovir              | Medicamentele pot reduce funcția renală (de exemplu, aciclovir, adefovir, dipivoxil, cidofovir, ganciclovir, valaciclovir, valganciclovir, aminoglicozide) | - Poate crește concentrația de emtricitabină și/sau tenofovir. |
| Emtricitabină/tenofovir              | În doză mare sau mai multe AINS | - Poate crește riscul de leziuni renale acute. |
| Emtricitabină/tenofovir              | Orlistat | - Poate inhiba absorbția de emtricitabină/tenofovir și duce la pierderea controlului viral. - Monitorizarea cantității virală a HIV frecvent în timp ce pacientul primește orlistat. - Întreruperea orlistat dacă încărcătura virală HIV crește. |

Alte medicamente cu reacții adverse sunt dabigatran etexilat, lamivudină și vincristină. Dabigatran etexilat folosit cu inductori ai glicoproteinei p are nevoie de monitorizare a nivelului și efectului dabigatran. Lamivudina poate crește efectele adverse sau toxice ale emtricitabinei. Vincristina folosită cu inductorii  glicoproteinei P/ABCB1 poate scădea concentrația serică de vincristină.

## Societate și cultură
Brevetul pentru combinația de medicamente este deținut de Gilead Sciences în unele regiuni. Brevetul european EP0915894B1 a expirat în iulie 2018, iar Gilead Sciences a dorit ca brevetul să fie extins. Cu toate acestea, patru laboratoare rivale—Teva, Accord Healthcare, Lupin și Mylan—au luptat împotriva acestei extinderi în instanțele de judecată în Marea Britanie. Înalta Curte a Angliei și Țării Galilor a invalidat brevetul Gilead, dar compania a făcut apel. Marea Britanie a trimis cauza la Curtea Europeană de Justiție, care a refuzat să prelungească brevetul. O curte irlandeză a respins cererea de interzicere a lansării variantei generice Emtricitabină/tenofovir înainte de soluționarea cauzei. În ciuda expirării brevetului Gilead Sciences, în 2021 există încă provocări pe scară largă cu privire la disponibilitatea și absorbția variantei generice de PrEP în Europa. 
În 2019, Gilead Sciences a contestat brevetele deținute de Statele Unite ale Americii pentru combinația de medicamente.
În Regatul Unit, PrEP este disponibil pe scară largă pentru toate grupurile de risc după ce Department for Health and Social Care a decis să îl ofere în Anglia începând cu 2020. Medicamentul este disponibil în Țara Galilor, Scoția și Irlanda de Nord încă din 2017 și 2018.  